# Khövsgöl (Dornogovi)
Pour les articles homonymes, voir Khövsgöl.
Khövsgöl (mongol : Хөвсгөл) est un sum de la province de Dornogovi dans le sud-est de la Mongolie. En 2009, sa population s'élève à 1531 habitants. 